# Société bretonne de réparation navale
La SOBRENA (SOciété Brestoise de REparation NAvale) est un chantier de réparation naval français qui a été ouvert à Brest en avril 1987 par le Groupe MEUNIER, de Brest, après que la société ARNO (Ateliers Réunis du Nord et de l'Ouest) ait fermé son établissement brestois à la fin 1986. 
La Sobrena exploite les 3 cales sèches gérées par la CCI de Brest, dont la plus grande (80 m de large par 420 m de long) peut accueillir tous les navires au monde (le plus grand, Knock Nevis, 458 m étant déclassé et en démolition).
Elle répare toutes sortes de navires et s'est fait une réputation sur 3 créneaux de haute technicité :
- les Pétroliers navettes de mer du Nord (shuttle tankers),
- les méthaniers (LNG Carriers) et
- les car-ferries.

SOBRENA a déposé son bilan fin 2011.